# Тимонино (Белозерский район)
Тимонино — деревня в Белозерском районе Вологодской области.
Входит в состав Глушковского сельского поселения, с точки зрения административно-территориального деления — в Глушковский сельсовет.
Расстояние по автодороге до районного центра Белозерска составляет 15 км, до центра муниципального образования деревни Глушково — 8 км. Ближайшие населённые пункты — Большие Краснова, Малые Краснова, Филино, Фокино.
Население по данным переписи 2002 года — 52 человека (25 мужчин, 27 женщин). Преобладающая национальность — русские (96 %).

## Съёмки фильма«Калина красная»
В деревне снимали фильм Шукшина «Калина красная».